# Minggatu

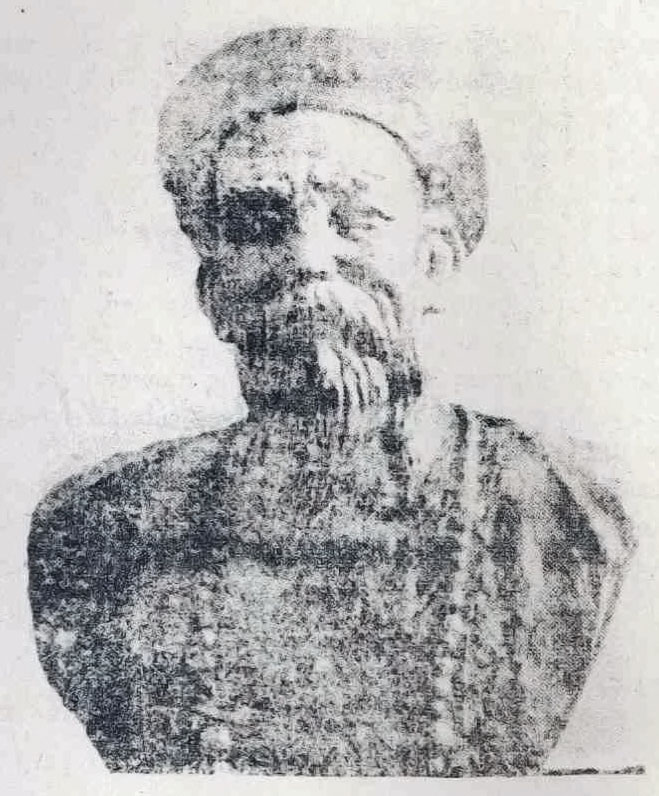
Minggatu

Minggatu (* um 1692 in Xilin Gol; † 1764) war ein mongolischer Mathematiker, Kartograph und Astronom am Hof der Qing-Dynastie, der in China als einer der Ersten unendliche Reihen untersuchte.
Er wird auch Myangat oder Ming Antu geschrieben. Sein chinesischer Namenszusatz war Jing An.
Minggatu stammte aus dem mongolischen Stamm der Sharaid. Er taucht zuerst 1713 in amtlichen Aufzeichnungen während der Herrschaft des Kaisers Kangxi auf als staatlicher Stipendiat beim kaiserlichen Amt für Astronomie (quintianjian). Er half bei der Herausgabe von Astronomiebüchern (insbesondere des Kompendiums der Astronomie Lixiang kaocheng, erschienen 1742) und in der Landesvermessung (so 1756 in den im Westen neu eroberten Gebieten, dem Xinjiang). 1724 bis 1759 arbeitete er am kaiserlichen Observatorium. 1759 wurde er Direktor des Amts für Astronomie.
Zu der Zeit wirkten Jesuitenmissionare als Astronomen in China, die auch mit der Kalenderreform betraut waren. Der Jesuit Pierre Jartoux (1669–1720, von den Chinesen Du Demei genannt) kam 1701 nach China und machte die Chinesen mit unendlichen Reihen bekannt, darunter solche von Isaac Newton und James Gregory wie
{\displaystyle \pi =3\left(1+{\frac {1}{4\cdot 3!}}+{\frac {3^{2}}{4^{2}\cdot 5!}}+{\frac {3^{2}\cdot 5^{2}}{4^{3}\cdot 7!}}+\dotsb \right)}
{\displaystyle \sin x=x-{\frac {x^{3}}{3!}}+{\frac {x^{5}}{5!}}-{\frac {x^{7}}{7!}}+\dotsb }
{\displaystyle 1-\cos x={\frac {x^{2}}{2!}}-{\frac {x^{4}}{4!}}+{\frac {x^{6}}{6!}}+\dotsb .}
Das beeindruckte die Chinesen, da zum Beispiel in der Formel für Pi kein Wurzelziehen wie in der ihnen bekannten Methode von Liu Hui nötig war. Jartoux gab aber nicht die Methoden der Analysis weiter, die dahinter standen, und Minggatu machte sich selbst auf die Suche nach einer Methode, diese abzuleiten. Dabei ging er von regelmäßigen Polygonen immer höherer Ordnung aus, die den Kreis teilen und leitete Rekursionsrelationen ab. Seine Kenntnisse hatte er überwiegend aus europäischen Quellen über die Vermittlung der Jesuiten. Er soll mehr als dreißig Jahre an seinem Werk gearbeitet haben.
Er schrieb seine Ergebnisse in seinem Hauptwerk Eine schnelle Methode um das genaue Teilungsverhältnisses des Kreises zu erhalten (Ge Yuan Mi Lu Jie Fa) nieder. Das Manuskript war bei seinem Tod unvollendet und wurde von seinem Schüler Chen Jixin vollendet, erschien aber erst 1839 in China (es zirkulierte aber davor bei verschiedenen chinesischen Mathematikern). Darin fand er über zehn in China neue, bisher nicht aus europäischer Quelle bekannte unendliche Reihen, entwickelte Methoden zur Manipulation unendlicher Reihen und entdeckte als Erster Catalan-Zahlen {\displaystyle C_{n}} in den 1730er Jahren:
{\displaystyle \sin(2x)=2\sin x-\sum _{n=1}^{\infty }C_{n}{\frac {{(\sin x)}^{2n+1}}{4^{n-1}}}}

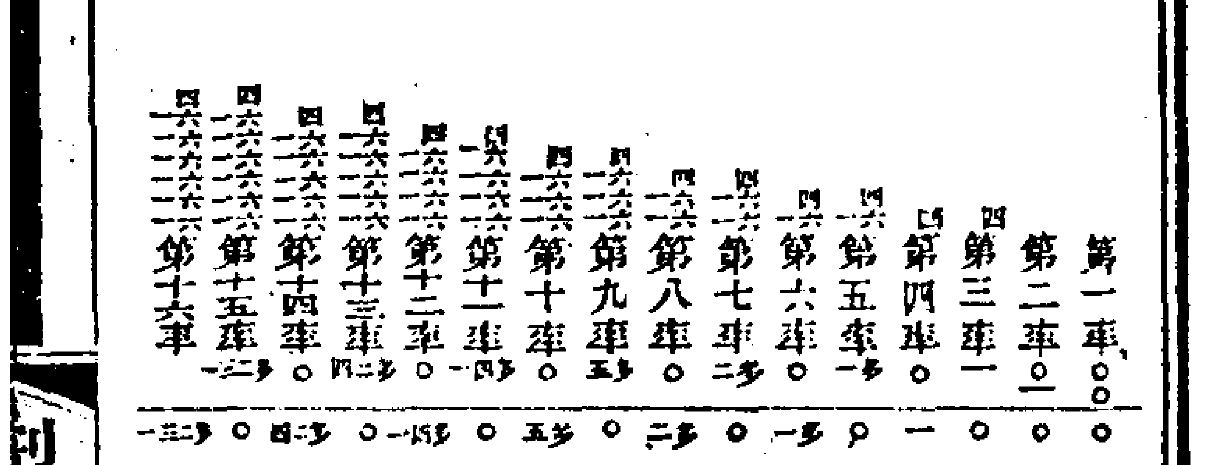
Catalan-Zahlen im Werk von Minggatu

Wie auch andere chinesische Mathematiker des 18. Jahrhunderts und bis ins 19. Jahrhundert kannte er nicht die Methoden der Analysis, sondern benutzte verschiedene ad-hoc-Methoden aus Algebra, Geometrie und Trigonometrie.